# Procles de Teutrània

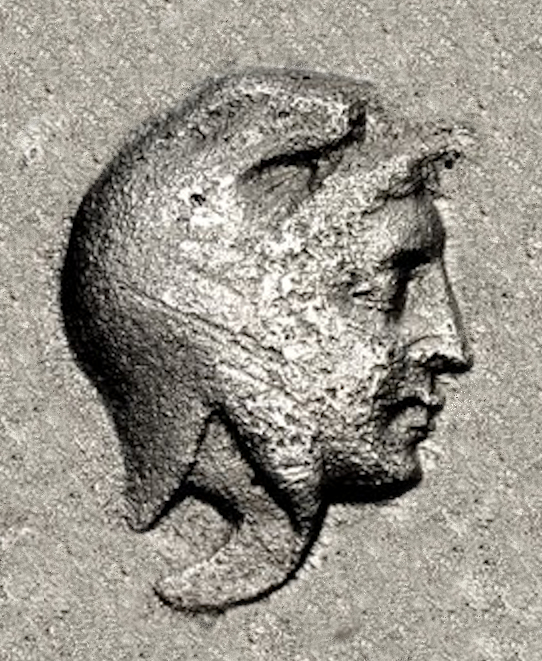
Retrat de Procles.

Procles (en llatí Procles, en grec antic Προκλη̂ς) fou un descendent de Demarat d'Esparta, que juntament amb Eurístenes, que aparentment era el seu germà, va heretar un domini a l'Àsia Menor, Eliserne i Teutrània.
Va estar entre els grecs que van acompanyar Cir el Jove en la seva expedició contra el seu germà Artaxerxes II de Pèrsia pel tron de Pèrsia. Xenofont l'esmenta diverses vegades. Al temps de l'expedició de Tibró d'Esparta a l'Àsia Menor l'any 399 aC, els dos germans governaven encara el seu petit principat, i van donar suport al comandant espartà. Probablement aquest fet va suposar aviat la pèrdua dels seus dominis.